# ابن القوطية
أبو بكر محمد بن عمر القرطبي المعروف بابن القوطية (المتوفي عام 367 هـ) مؤرخ ولغوي وأديب عربي أندلسي. مؤرخ، من أعلم أهل زمانه باللغة والأدب. أصله من إشبيلية، ومولده ووفاته بقرطبة. كان شاعرًا إلا أنه ترك الشعر في كبره.

## سيرته
ولد أبو بكر محمد بن عمر بن عبد العزيز بن إبراهيم بن عيسى بن مزاحم في قرطبة، لأسرة تنحدر من سارة القوطية زوجة جده عيسى بن مزاحم مولى عمر بن عبد العزيز وحفيدة ويتزا ملك القوط الغربيين التي كانت قد وفدت على هشام بن عبد الملك في دمشق متظلمة من عمها، فزوّجها من ابن مزاحم وانتقل بها إلى الأندلس، فأصبح أبنائها يسمون ببني القوطية. كان أبوه قاضي إشبيلية للخليفة الناصر. طلب ابن القوطية الفقه والحديث والأدب في إشبيلية وقرطبة، إلا أنه برع أكثر في علوم اللغة ورواية التاريخ.
أثنى عليه ابن الحذاء وابن عبد البر فعدّوه أعلم أهل زمانه باللغة والنوادر والشعر. وحين سأل الخليفة الحكم المستنصر بالله أبا علي القالي الوافد من الشرق عن أعلم الناس بعلوم اللغة في الأندلس، أجابه القالي بأنه محمد ابن القوطية.
كان ابن القوطية أيضًا فقيهًا حافظًا للحديث، حيث سمع من قاسم بن أصبغ ومعظم شيوخ عصره. إلا أن ابن الفرضي قال بأنه: «لم يكن ضابطًا لروايته في الحديث والفقه.» ألف ابن القوطية كتاب «تصاريف الأفعال» وهو أول كتاب يتناول الأفعال الثلاثية والرباعية، و«المقصور والممدود» و«شرح رسالة أدب الكاتب» و«تاريخ افتتاح الأندلس» الذي قال عنه الذهبي أنه: «كان يمليه من صدره غالبًا.»
قال ابن فرحون عنه أنه: «كان شاعرًا صحيح الألفاظ واضح المعاني. إلا أنه ترك الشعر في كبره.» وقال الذهبي أنه ترك الشعر تنسّكًا وزهدًا.
توفي أبو بكر بن القوطية في 23 ربيع الأول 367 هـ في قرطبة.